# 大屋
株式会社大屋（だいや）は、愛媛県を中心に四国でドラッグストアmac（薬局）などを経営する企業。CGCグループに加盟。
2022年10月3日付でサンドラッグが全株式を取得し、大屋はサンドラッグの子会社となる。

## 沿革
- 1937年（昭和12年） - 伊藤洋服店（いとうようふくてん）を創業。
- 1951年（昭和26年）3月12日 - 有限会社ダイヤを設立。
- 1954年（昭和29年） - 株式会社大屋に組織変更。
- 1967年（昭和42年） - 子会社の大屋観光株式会社を設立。
- 1973年（昭和48年） - 愛媛県西条市大町に「大屋デパート」をオープン。
- 1984年（昭和59年） - 愛媛県新居浜市にディスカウントストア1号店となるMAC元塚店をオープン。
- 1986年（昭和61年） - 子会社の株式会社一番を設立。 養老乃瀧1号店となる養老乃瀧西条店をオープン。
- 1988年（昭和63年） - 愛媛県西条市大町にてTSUTAYA1号店TSUTAYA西条店をオープン。
- 1993年（平成5年） - 愛媛県新居浜市西喜光地町にて生鮮ディスカウントストアMAC喜光地店をオープン。
- 1999年（平成11年）
  - ディスカウントストアDMACをドラッグストアへ業態転換。
  - ドラッグストア1号店mac久米店をオープン。
- 2005年（平成17年） - 香川県観音寺市に香川1号店となるmac観音寺店をオープン。
- 2008年（平成20年）1月 - サンドラッグと業務提携。
- 2009年（平成21年） - 高知県高知市に高知1号店となるmac竹島店をオープン。
- 2010年（平成22年）
  - 愛媛県四国中央市にリサイクルショップDOPO川之江店をオープン。
  - CGCグループに加盟。
  - 徳島県徳島市にて徳島1号店となるmac矢三店をオープン。
- 2011年（平成23年）
  - 子会社の有限会社すこやか設立。
  - 鍼灸整骨院事業1号院となる久米整骨院を開院。
- 2012年（平成24年）
  - 調剤事業1号店mac久米調剤薬局をオープン。
  - 高知県高知市葛島にてリサイクル2号店満Q葛島店をオープン。
- 2013年（平成25年） -  本社を愛媛県西条市西田に移転。
- 2022年（令和4年）10月3日 - 株式譲渡により、サンドラッグの完全子会社となる[1][2]。
- 2025年（令和7年）3月 - 兵庫県洲本市に兵庫1号店となるmac洲本店をオープン予定。

## 展開している主な事業

### 現在

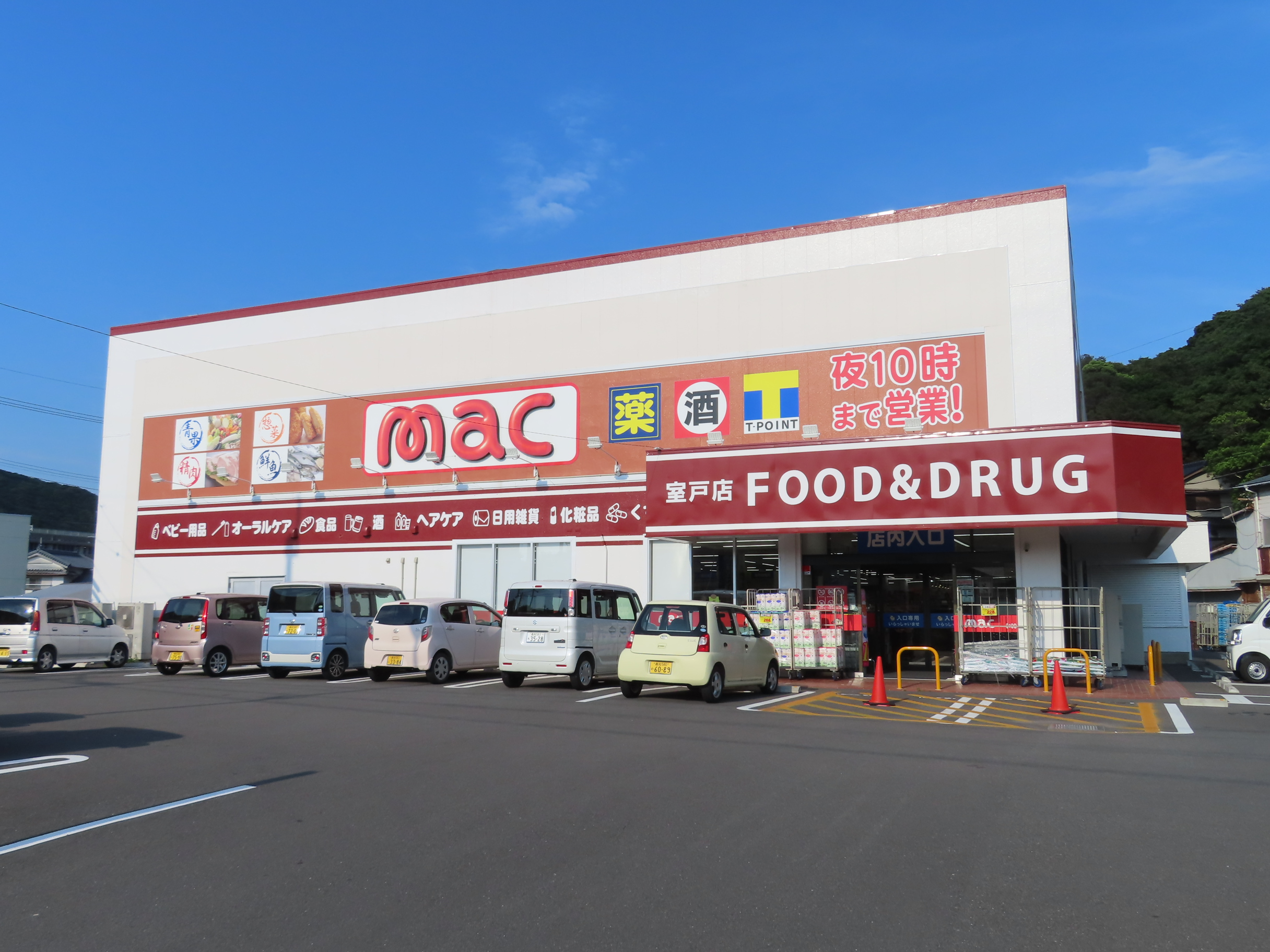
ドラッグストアmac室戸店

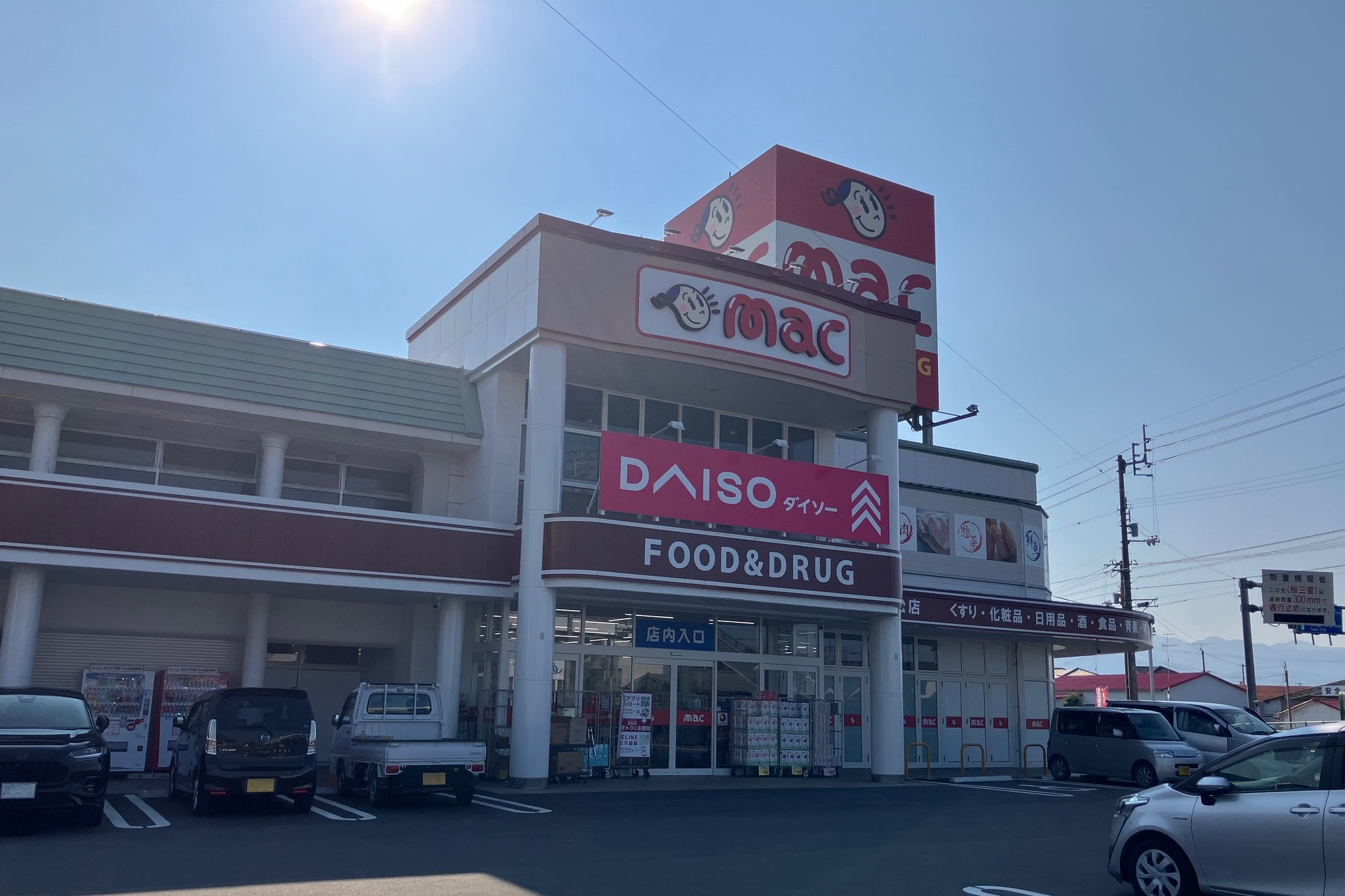
ドラッグストアmac小松店（旧ヤマサンセンター小松本店）

- ドラッグストア：「ドラッグストアmac」54店舗を展開（2008年1月、サンドラッグとフランチャイズ契約）
  - 愛媛県（32店舗）
    - 松山市：久米店、山越店、古川店、富久店、北条店、畑寺店、余戸店、鷹の子店、久万ノ台店、北条店
    - 東温市：東温樋口店、東温野田店
    - 伊予市：伊予店
    - 伊予郡：砥部店
    - 八幡浜市：保内店
    - 今治市：別宮店、今治店、大西店
    - 西条市：東予店、氷見店、喜多川店、大町店、横黒店
    - 新居浜市：西の土居店、国領店、沢津店、川東店、松原店、西連寺店
    - 四国中央市：土居店、中之庄店、川之江店

  - 香川県（3店舗）
    - 観音寺市：観音寺店、観音寺中央店
    - 三豊市：詫間店

  - 高知県（18店舗）
    - 高知市：御座店、東雲店、竹島店、河ノ瀬店、朝倉店、三里店、横浜東店、横浜店、大津店、高須店
    - 南国市：南国店
    - 香美市：美良布店
    - 香南市：野市店
    - 安芸市：安芸店
    - 須崎市：須崎店
    - 四万十市：中村店
    - 高岡郡四万十町：窪川店
    - 幡多郡黒瀬町：黒瀬店

  - 徳島県（2店舗）
    - 徳島市：矢三店
    - 鳴門市：鳴門撫養店(2025年オープン予定)

  - 兵庫県（1店舗）
    - 洲本市：洲本店(2025年オープン予定)

- レンタルビデオショップ - グループ会社の大屋観光株式会社で「TSUTAYA」6店舗を展開（カルチュア・コンビニエンス・クラブとフランチャイズ契約）。西条市 - 観音寺市の範囲内であれば、TSUTAYAで借りたレンタル商品をドラッグストアmacの店舗内にある返却BOXに返却可能[3]。
  - 松山市：富久店
  - 西条市：陣屋西店、東予店
  - 新居浜市：新居浜店
  - 四国中央市：川之江店
  - 観音寺市：観音寺店

- リサイクルショップ - グループ会社の大屋観光株式会社で「DOPO」（愛媛県四国中央市・川之江店）1店舗を展開（フランチャイズ）、「お宝市場 満Q」（高知県高知市・葛島店）1店舗を展開。

- 居酒屋 - グループ会社の株式会社一番で「養老乃瀧」2店舗を展開（フランチャイズ契約）

- 整骨院 - グループ会社の有限会社すこやか・有限会社すこやか堂で5店舗を展開

### 過去
- スーパーマーケット - 「大屋（DAIYA）」西条店（2010年に閉店）